# Bakkafjörður
Bakkafjörður este un mic sat pescăresc din nord-estul Islandei, situat într-un fiord cu același nume.
Satul are 65 de locuitori și este centrul regional de servicii pentru districtul Skeggjastaðahreppur din regiunea de nord-est.
Zona are cea mai veche biserică din estul Islandei. Structura din lemn a fost construită în 1845 de Hóseas Árnason. Permisiunea pentru a vedea biserica trebuie obținută la Skeggjastaðir, însă cererile sunt rareori respinse.